# Курилска острва
Курилска острва (рус. Кури́льские острова́, јап. 千島列島) су вулкански архипелаг у руској Сахалинској области. Простиру се дужином од 1.300 километара од јапанског острва Хокаидо до полуострва Камчатка, раздвајајући Охотско море од северозападног Пацифика. Овом архипелагу припада 56 острва и више стена. На њему постоји 39 активних вулкана. 
Површина острва је 10.355 km². Највиши врх је вулкан Алаид (2339 метара) на острву Атласов. Овај вулкан је у облику готово савршене купе. 
На Курилским острвима живи око 16.700 људи (попис 2002). Већина се бави рибарством. Највећи град Курилских острва је Јужно-Курилск (око 5.750 житеља 2002) на острву Кунашир. 
Највећа острва (од севера ка југу): Шумшу, Атласов, Парамушир, Онекотан, Шиашкотан, Симушир, Уруп, Итуруп, Кунашир, Шикотан. Највеће је острво Итуруп са 3200 km². 

## Историја
Острва су у прошлости била под влашћу Русије и Јапана (види историјску мапу), док их је после Другог светског рата све заузела Црвена армија и припојила Совјетском Савезу. Јапан је у дипломатском спору са Русијом јер сматра да му припадају острва: Итуруп, Кунашир, Шикотан и још неколико мањих острва.
У децембру 2016. године, Русија и Јапан су се сагласили да заједнички користе Курилска острва.